# Металлолом
Металлоло́м (металлический лом) — общее, собирательное название различного металлического мусора (пришедших в негодность металлических изделий), утилизируемого или не утилизируемого во вторичном металлургическом цикле. Чаще всего к металлолому относят специально концентрируемый в отведенных местах металлический мусор для последующей переработки или утилизации.

## Виды металлолома
Металлолом подразделяют в основном по виду металла, который имеет преимущественное процентное содержание в составе металлолома, или преимущественное экономическое значение при переработке металлолома.
Лом и отходы цветных металлов и сплавов подразделяют:
- по наименованиям металлов;
- по физическим признакам — на классы;
- по химическому составу — на группы и марки сплавов;
- по показателям качества — на сорта.

Вторичные чёрные металлы подразделяются:
- по содержанию углерода — на два класса;
- по наличию легирующих элементов — на две категории;
- по показателям качества — на 28 видов;
- по содержанию легирующих элементов — на 67 групп.

В хозяйственной деятельности, промышленности и торговле широко используются буквенные обозначения видов и групп металлолома, которые введены в ГОСТ СССР:
- Чёрный лом (лом чёрных металлов)
  - Железный лом: стружка, окалина, отходы литья, отработавшие срок службы изделия.
  - Чугунный лом: стружка, отходы литья (чугунный скрап) и др.
  - Нержавеющий лом: отходы металлообработки, пришедшие в негодность изделия.
- Цветной лом (лом цветных металлов)
  - Медный лом: отходы металлообработки, жилы демонтированных проводов и кабелей и другие отходы.
  - Лом медных сплавов: отходы из медных сплавов (латунь, бронза, томпак).
  - Алюминиевый лом: всевозможный лом алюминия и его сплавов.
  - Магниевый лом: самолётный металлолом.
  - Титановый лом: самолётный и корабельный лом титановых сплавов.
  - Свинцовый лом: аккумуляторный и кабельный.
  - Редкометальный лом: лом сложных сплавов и отходы высокотехнологичных производств.
  - Полупроводниковый лом: отходы производства электронной промышленности.
- Драгоценный лом (лом драгоценных металлов)
  - Золотой лом: отслужившие срок службы ювелирные изделия из сплавов золота, химаппаратура, катализаторы.
  - Серебряный лом: отслужившие срок службы ювелирные изделия, серебряно-цинковые аккумуляторы, катализаторы, и др.
  - Лом платиновых металлов: отслужившие срок службы ювелирные изделия, химическая аппаратура, тигли, катализаторы, электронагреватели и др.

### Категории металлолома
| Категория | Описание металлолома |
| 3A        | Стальной кусковой лом — габаритные размеры не более 800*500*500 мм (ГОСТ 2787-75), вес куска не менее 2 кг, трубы диаметром более 200 мм должны быть сплющены или разрезаны по образующей. Толщина металла не менее 6 мм. |
| 5A        | Стальной негабаритный лом, толщиной от 4 мм, трубы длиной до 1,5 м и диаметром более 200 мм, не сплющенные или не разрезанные по образующей, вес конструкции до 5 т.                                                      |
| 12A       | Стальной лом — толщина металла менее 4 мм. Стальные, листовые, полосовые и сортовые отходы, кровля, легковесный промышленный и бытовой лом, проволока и изделия из неё, металлоконструкции, трубы.                        |
| 17A       | Лом чугуна промышленного — размер не более 1500*500*500 мм. |
| 19A       | Лом чугуна — размер 1500*500*500 мм с повышенным содержанием фосфора, сантехнические изделия (батареи, ванны и т. п.). |
| 20A       | Негабаритный чугунный лом и отходы промышленного производства в виде чугунных отливок, изложниц и поддонов, вес куска не более 5 т.                                                                                       |
| 22A       | Негабаритный чугунный лом и отходы сантехнического производства и т. д. с повышенным и высоким содержанием фосфора. |

## Площадка для лома
Для работы с ломом и металлическими отходами площадка складирования должна быть не менее 200 м², а земельный участок либо его доля с подъездными путями для автотранспорта и/или подъездными железнодорожными путями-тупиками на праве собственности или аренды предусматривается следующих размеров:
- цветных металлов — не менее 400 м2;
- для чёрных металлов — не менее 1000 м2.

Для хранения сыпучих материалов (стальной стружки) на территории выполняется устройство твёрдого водонепроницаемого покрытия из асфальта или бетона.

## Значение переработки металлолома
Переработка металлолома имеет огромное экономическое и экологическое значение. Так как при учёте современного индустриального развития мира и объёмов металла, вовлечённого в сферу промышленного использования, становится ясно, что объём металла колоссален, то и объёмы постоянно поступающего в утиль металлолома также весьма велики. Исходя из этого положения во многих странах более ста лет существуют мощности по переработке отходов металла.
Основные стимулы и выгоды переработки металлолома всех типов:
- сокращение нагрузки на месторождения металлов (к настоящему времени сильно истощённые);
- улучшение экологической обстановки;
- сокращение объёмов топлива для получения важнейших металлов;
- уменьшение рассеяния и распыления металлов в глобальном масштабе.

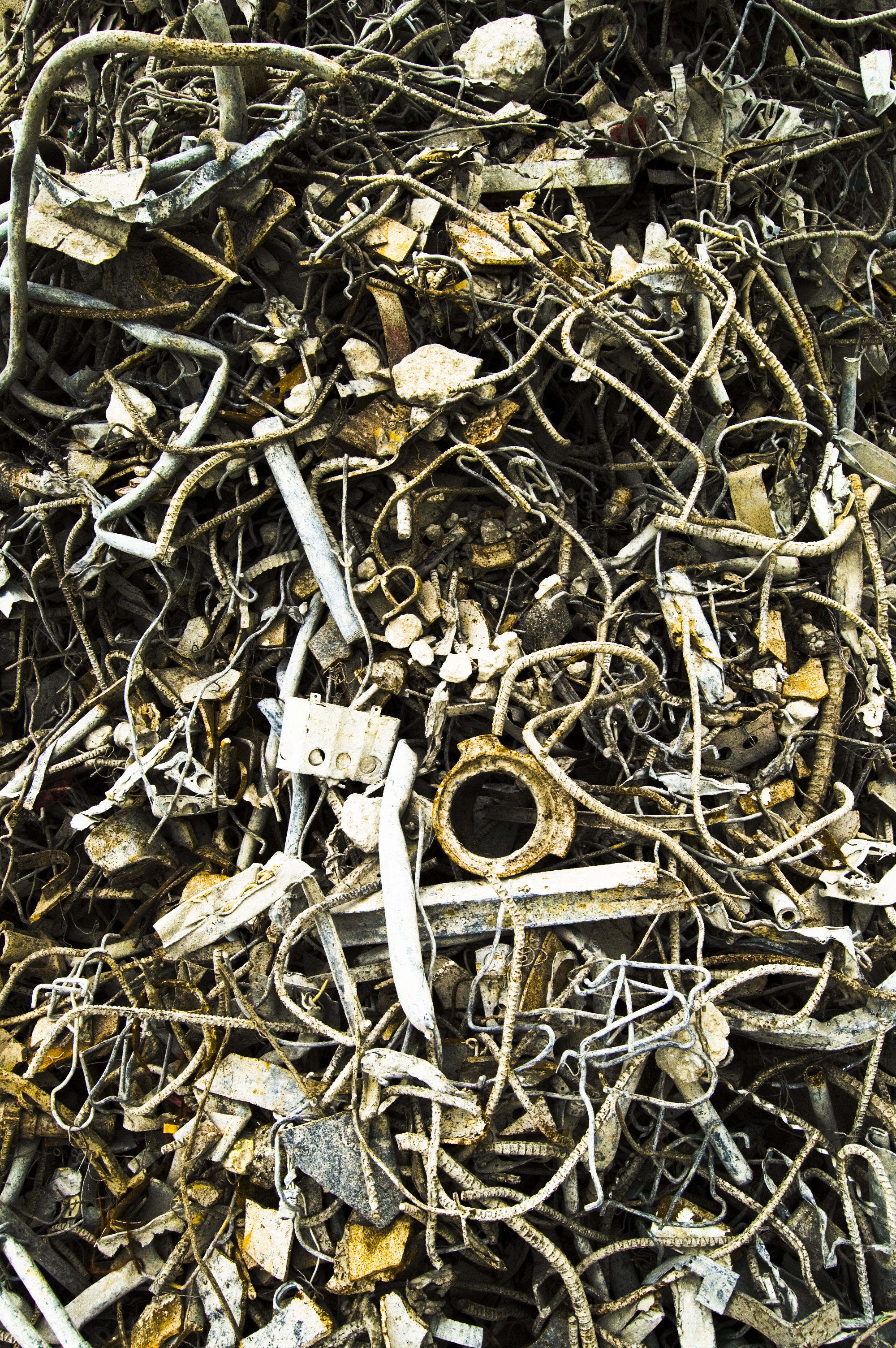
Груда металлолома
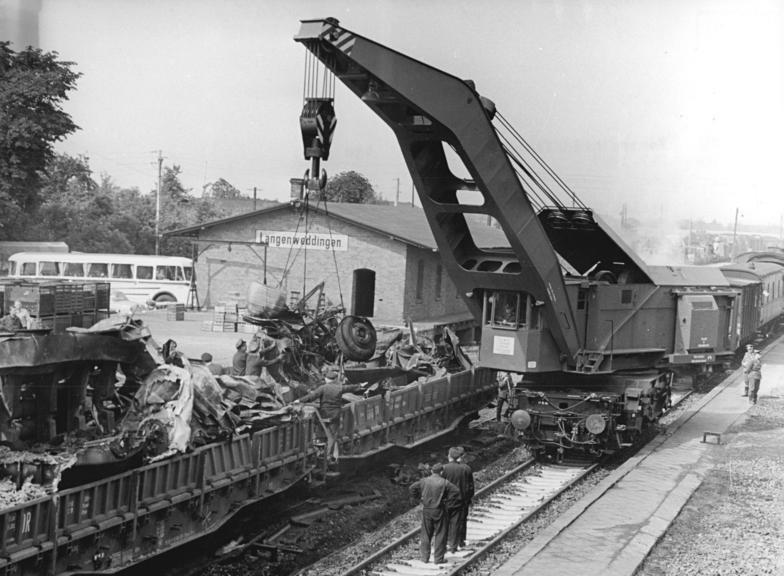
Погрузка металлолома железнодорожным краном. ГДР, 1967 год.
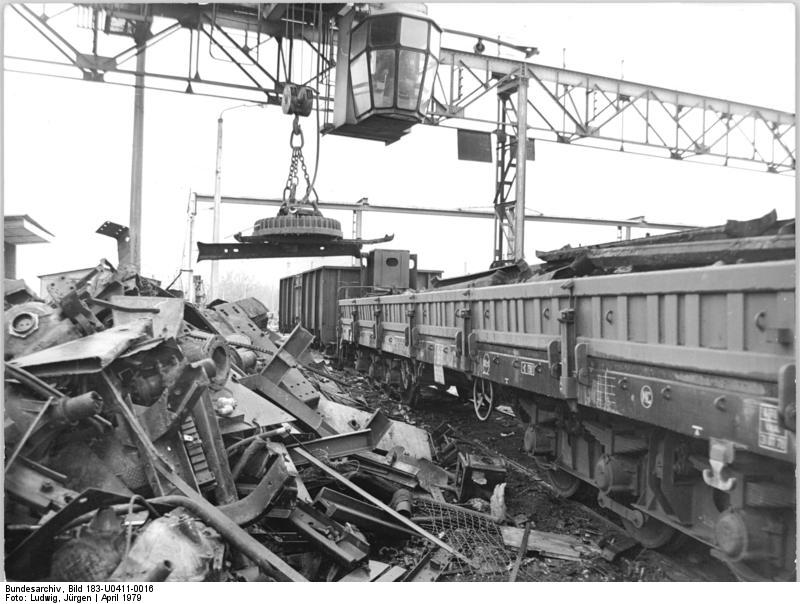
Погрузка металлолома на одном из предприятий ГДР, 1979 год
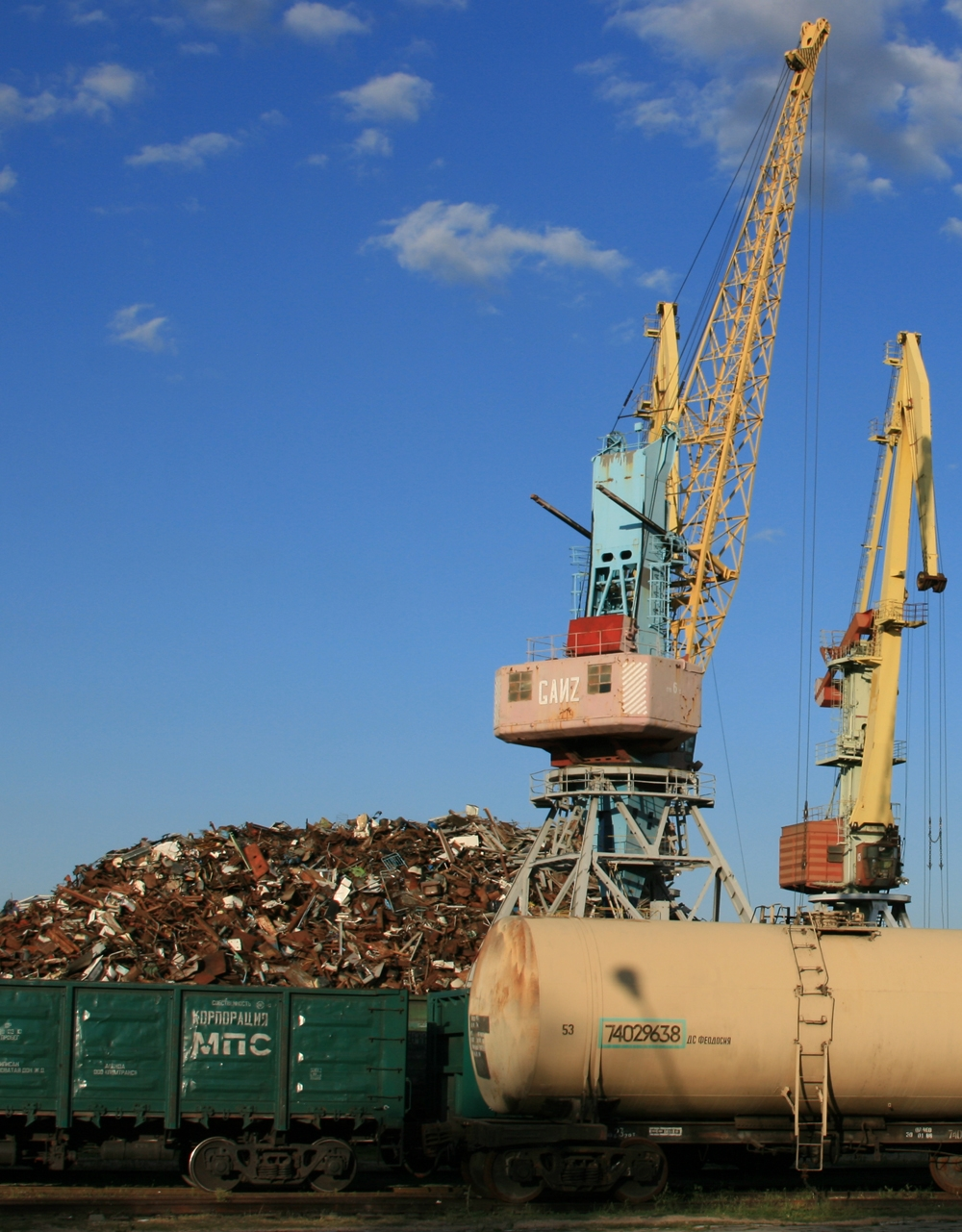
Погрузка металлолома в Феодосийском порту, 2008 год
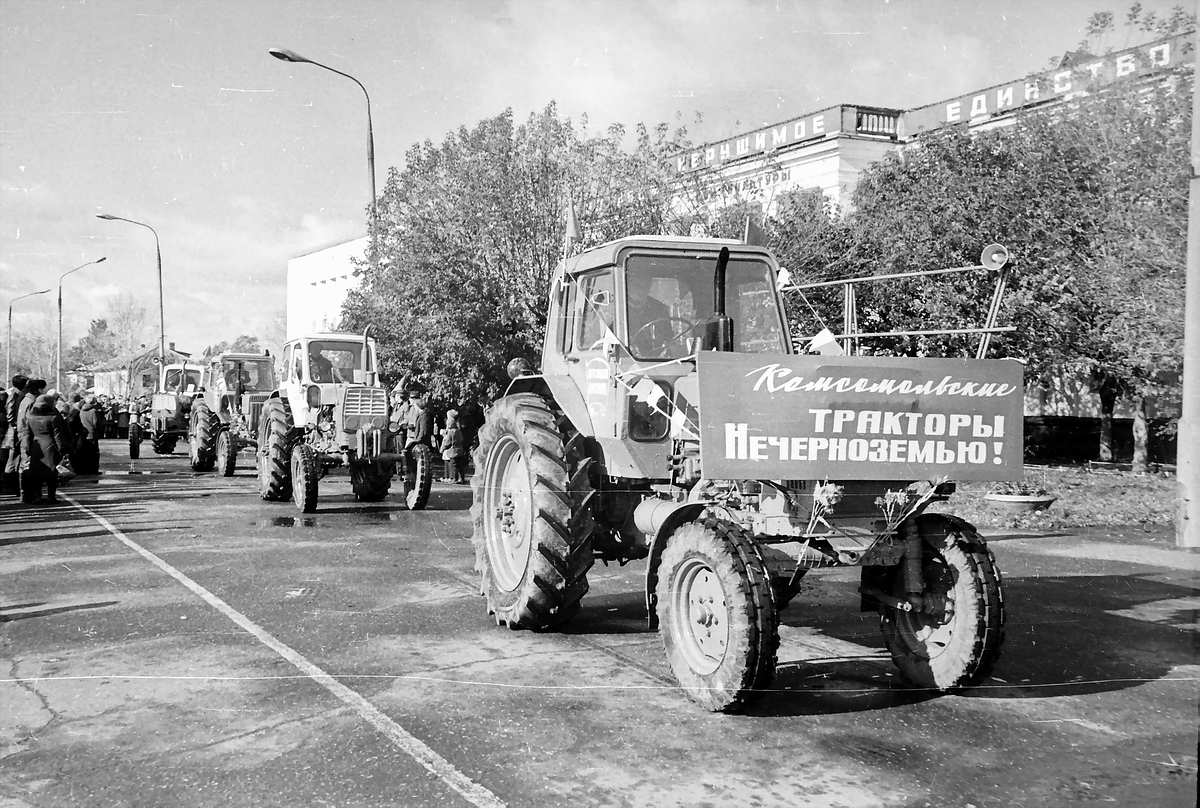
Колонна тракторов, сделанных из металлолома, который собран комсомольцами, 1978 год

## Лом чёрных металлов
Сбор лома в России в 2006 году достиг 34 млн тонн и впервые превысил пиковый уровень 1987 года. Экспорт лома чёрных металлов из России падает с начала 2004 года, что обусловлено ростом внутреннего потребления.
В  2021 году был установлен 10-летний рекорд по сбору металлолома: бизнес и граждане сдали на переработку 30 млн тонн.

### Экспорт лома
Крупнейшие экспортёры чёрного лома (в млн тонн).
| Страна         | 2005 год |
| Россия         | 12,65    |
| США            | 11,48    |
| Германия       | 7,12     |
| Япония         | 6,92     |
| Великобритания | 6,52     |
| Украина        | 1,26     |

### Импорт лома
Крупнейшие импортеры чёрного лома (в млн тонн).
| Страна      | 2005 год |
| Турция      | 11,91    |
| Китай       | 10,19    |
| Южная Корея | 8,31     |
| Индия       | 6,81     |
| Испания     | 5,57     |
| Италия      | 5,33     |